# Stenocatantops keyi
Stenocatantops keyi är en insektsart som beskrevs av Willemse, F.M.H. 1968. Stenocatantops keyi ingår i släktet Stenocatantops och familjen gräshoppor. Inga underarter finns listade i Catalogue of Life.